# Опочка-Мала
Опочка-Мала (пол. Opoczka Mała) — село в Польщі, у гміні Аннополь Красницького повіту Люблінського воєводства.
Населення — 204 особи (2011).
У 1975-1998 роках село належало до Тарнобжезького воєводства.

## Демографія
Демографічна структура станом на 31 березня 2011 року:
|          | Загалом | Допрацездатний вік | Працездатний вік | Постпрацездатний вік |
| -------- | ------- | ------------------ | ---------------- | -------------------- |
| Чоловіки | 103     | 12                 | 73               | 18                   |
| Жінки    | 101     | 21                 | 52               | 28                   |
| Разом    | 204     | 33                 | 125              | 46                   |